# سلیم مهساس
سلیم مهساس (زاده ۱۸ ژوئن ۱۹۹۱) یک بازیکن فوتبال الجزایری است که برای ایوری ایالات متحده به عنوان هافبک بازی می‌کند. او در پاریس فرانسه به دنیا آمده است.